# Darren Bent
Darren Ashley Bent (Tooting, 6 febbraio 1984) è un ex calciatore inglese, di ruolo attaccante.

## Caratteristiche tecniche
Era un centravanti abile con entrambi i piedi, dotato di una buona tecnica individuale ed un grande fiuto del gol. Il fisico muscoloso lo aiutava durante il gioco.

## Carriera

### Club

#### Gli inizi
L'Ipswich lo acquista da giovanissimo e lo fa esordire in Premier League a 17 anni nella stagione 2001-2002, in quella stagione gioca 5 partite tra campionato ed FA Cup, realizzando un gol, ed esordisce anche in Coppa UEFA.

#### Charlton
Già dall'anno seguente diventa titolare insostituibile dell'Ipswich con 35 presenze e 12 gol in stagione. Nei due anni successivi gioca 84 partite ufficiali e realizza 36 gol.
Nell'estate del 2005 viene acquistato dal Charlton per 4,5 milioni di sterline, Non ha nessuna difficoltà ad affermarsi come un titolare fisso e nella sua prima stagione realizza ben 18 reti in 36 partite giocate.
Nella stagione successiva diventa il capitano ed ha cercato di aiutare il suo Charlton nella difficile impresa di non retrocedere. Darren Bent ha realizzato 14 reti in campionato e 2 in Coppa di Lega, ma nonostante ciò il Charlton viene retrocesso. A fine stagione rinnova il suo contratto per altri 4 anni.

#### Tottenham

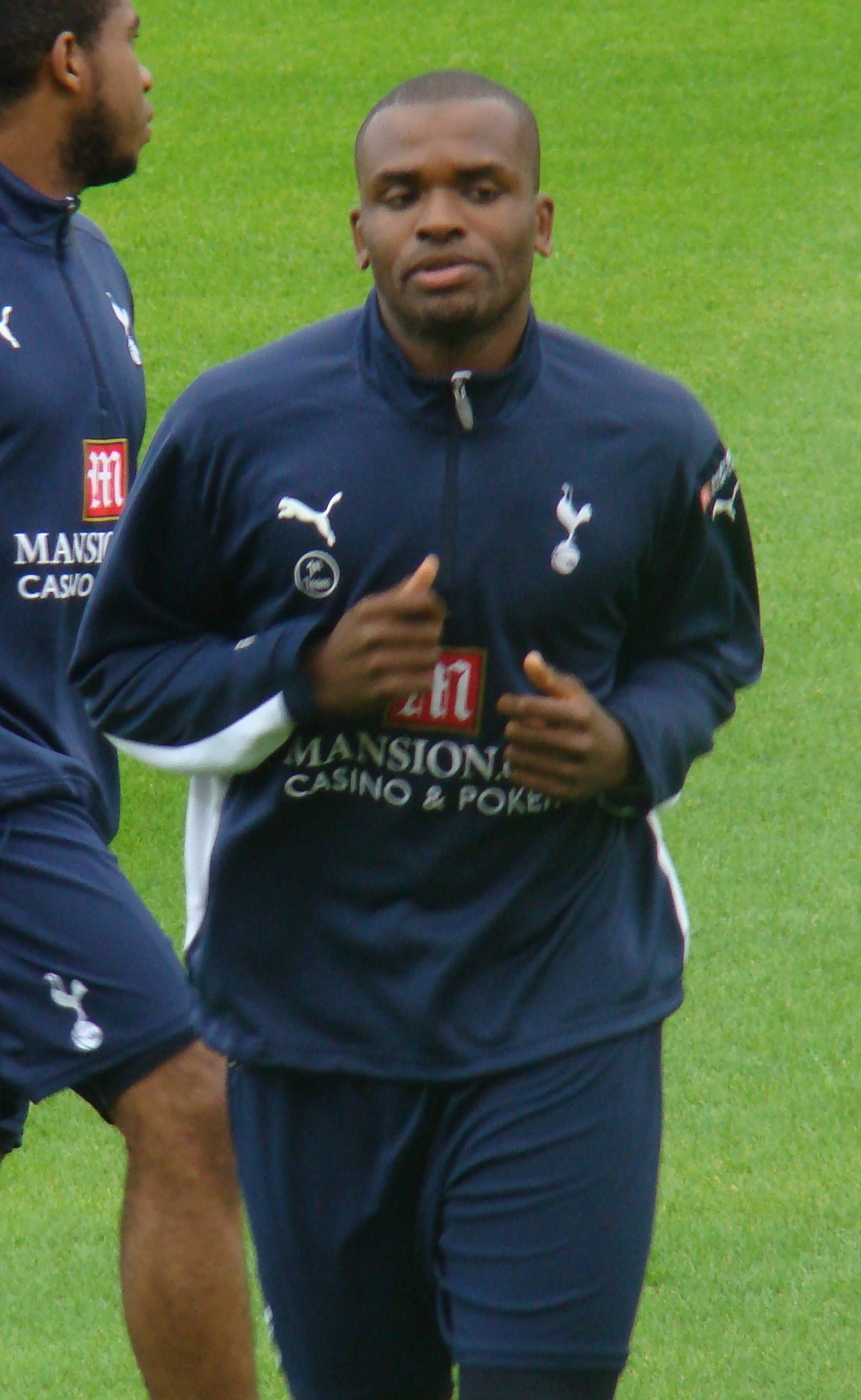
Darren Bent durante un riscaldamento con la maglia del Tottenham nel 2009.

Nell'estate del 2007 passa per la cifra record di 24,8 milioni di euro alla società londinese del Tottenham, gli Spurs, dalle rinnovate ambizioni, vogliono conquistare posizioni importanti in Premier League e Bent è stato l'acquisto di punta per tentare di arrivare agli obbiettivi prefissati. La stagione 2007-2008 non sembra però partire nel migliore dei modi possibile, anzi gli Spurs deludono ampiamente le aspettative di inizio stagione, così come fa anche l'attaccante inglese, alla fine del girone d'andata il Tottenham si trova nella seconda metà della classifica, e Bent si fa scavalcare nelle gerarchie del Mister Martin Jol da tutti e tre gli altri attaccanti e che attaccanti: Berbatov, Keane e Defoe, non di certo gli ultimi arrivati. Il licenziamento di Martin Jol a novembre del 2007, ed il successivo approdo del nuovo manager Juande Ramos, non giocano a favore di Darren che da quel momento non vede più il campo dal primo minuto, tranne qualche spezzone di partita. Con l'arrivo nella stagione successiva (stagione 2008-2009) di un altro manager Harry Redknapp, riesce a trovare un posto da titolare, giocando in totale 33 partite e segnando 12 gol, conclude la stagione con un buonissimo bottino personale.
Ma nonostante tutto a fine stagione conclude la sua avventura con il Tottenham per passare al Sunderland per 18 milioni di euro.

#### Sunderland
Il 5 agosto del 2009 il Sunderland lo acquista dal Tottenham per ben 18 milioni di euro. L'accordo prevede un contratto quadriennale per il giocatore. Bent, messo sotto contratto sino al 2013, diventa l'acquisto più costoso nella storia dei Black Cats, superando Craig Gordon, acquistato in precedenza il 7 agosto del 2007 dagli Heart per 13 milioni di euro. 
Il 18 gennaio del 2011 lascia il Sunderland, con 32 gol in 58 partite di Premier League.

#### Aston Villa

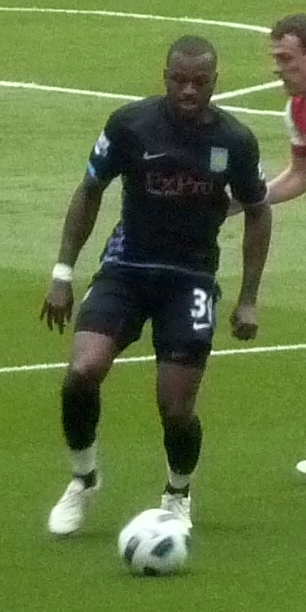
Bent in azione con la maglia dell'Aston Villa nel 2011.

Il 18 gennaio 2011 viene ufficializzato il suo passaggio all'Aston Villa, in cambio di 18 milioni di sterline (spesa record per il club); ed il calciatore firma un contratto della durata di 4 anni e mezzo.
Il 22 gennaio 2011, al suo esordio con la maglia dell'Aston Villa, segna il gol vittoria nella sfida interna con il Manchester City al 18' del primo tempo, risultando poi fondamentale per la conquista dei tre punti finali, perché la partita finirà poi col risultato di 1-0 per i Villans.

#### Prestiti a Fulham e Brighton
Il 16 agosto 2013 viene ceduto in prestito al Fulham. Il 24 agosto, al debutto con la nuova maglia, segna il suo primo gol con i Cottagers, nella sconfitta casalinga per 1-3 contro l'Arsenal. Al termine della stagione fa ritorno all'Aston Villa. Il 26 novembre 2014 passa in prestito mensile al Brighton.

#### Derby County
Il 2 gennaio 2015 passa in prestito al Derby County, con cui realizza 10 gol in 15 partite di campionato. A fine stagione, dopo essere andato in scadenza con l'Aston Villa, firma un contratto di due anni con i Rams.
Il 25 luglio 2018 annuncia il suo addio al calcio giocato.

### Nazionale
Ha debuttato con la nazionale inglese il 1º marzo 2006 ad Anfield contro l'Uruguay in una partita amichevole. Il 7 settembre 2010 realizza il suo primo gol con la maglia della nazionale inglese nella partita contro la Svizzera valida per le Qualificazioni al campionato europeo di calcio 2012.

## Statistiche

### Presenze e reti nei club
Statistiche aggiornate al 20 maggio 2018.
| Stagione                 | Squadra                  | Campionato               | Campionato | Campionato | Coppe nazionali | Coppe nazionali | Coppe nazionali | Coppe continentali | Coppe continentali | Coppe continentali | Altre coppe | Altre coppe | Altre coppe | Totale | Totale |
| Stagione                 | Squadra                  | Comp                     | Pres       | Reti       | Comp            | Pres            | Reti            | Comp               | Pres               | Reti               | Comp        | Pres        | Reti        | Pres   | Reti   |
| ------------------------ | ------------------------ | ------------------------ | ---------- | ---------- | --------------- | --------------- | --------------- | ------------------ | ------------------ | ------------------ | ----------- | ----------- | ----------- | ------ | ------ |
| 2001-2002                | Ipswich Town             | PL                       | 5          | 1          | FACup+CdL       | 0+1             | 0+1             | CU                 | 1                  | 0                  | -           | -           | -           | 7      | 2      |
| 2002-2003                | Ipswich Town             | FD                       | 35         | 12         | FACup+CdL       | 2+3             | 3+2             | CU                 | 3                  | 1                  | -           | -           | -           | 43     | 18     |
| 2003-2004                | Ipswich Town             | FD                       | 37+2       | 15+1       | FACup+CdL       | 1+1             | 0               | -                  | -                  | -                  | -           | -           | -           | 41     | 16     |
| 2004-2005                | Ipswich Town             | FLC                      | 45+2       | 20         | FACup+CdL       | 1+2             | 0               | -                  | -                  | -                  | -           | -           | -           | 50     | 20     |
| Totale Ipswich           | Totale Ipswich           | Totale Ipswich           | 126        | 49         |                 | 11              | 6               |                    | 4                  | 1                  |             | 0           | 0           | 141    | 56     |
| 2005-2006                | Charlton                 | PL                       | 36         | 18         | FACup+CdL       | 5+3             | 2+2             | -                  | -                  | -                  | -           | -           | -           | 44     | 22     |
| 2006-2007                | Charlton                 | PL                       | 32         | 13         | FACup+CdL       | 0+3             | 0+2             | -                  | -                  | -                  | -           | -           | -           | 35     | 15     |
| Totale Charlton Athletic | Totale Charlton Athletic | Totale Charlton Athletic | 68         | 31         |                 | 11              | 6               |                    | 0                  | 0                  |             | 0           | 0           | 79     | 37     |
| 2007-2008                | Tottenham                | PL                       | 27         | 6          | FACup+CdL       | 0+1             | 0               | CU                 | 8                  | 2                  | -           | -           | -           | 36     | 8      |
| 2008-2009                | Tottenham                | PL                       | 33         | 12         | FACup+CdL       | 1+3             | 0+1             | CU                 | 6                  | 4                  | -           | -           | -           | 43     | 17     |
| Totale Tottenham         | Totale Tottenham         | Totale Tottenham         | 60         | 18         |                 | 5               | 1               |                    | 14                 | 6                  |             | 0           | 0           | 79     | 25     |
| 2009-2010                | Sunderland               | PL                       | 38         | 24         | FA Cup+CdL      | 2+0             | 1+0             | -                  | -                  | -                  | -           | -           | -           | 40     | 25     |
| ago.-gen. 2011           | Sunderland               | PL                       | 20         | 8          | FA Cup+CdL      | 1+2             | 1+2             | -                  | -                  | -                  | -           | -           | -           | 23     | 11     |
| Totale Sunderland        | Totale Sunderland        | Totale Sunderland        | 58         | 32         |                 | 5               | 4               |                    | 0                  | 0                  |             | 0           | 0           | 63     | 36     |
| gen.-giu. 2011           | Aston Villa              | PL                       | 16         | 9          | FACup+CdL       | 0+0             | 0               | -                  | -                  | -                  | -           | -           | -           | 16     | 9      |
| 2011-2012                | Aston Villa              | PL                       | 22         | 9          | FACup+CdL       | 2+1             | 1+0             | -                  | -                  | -                  | -           | -           | -           | 25     | 10     |
| 2012-2013                | Aston Villa              | PL                       | 16         | 3          | FACup+CdL       | 2+5             | 2+1             | -                  | -                  | -                  | -           | -           | -           | 23     | 6      |
| 2013-2014                | Fulham                   | PL                       | 24         | 3          | FACup+CdL       | 3+3             | 2+1             | -                  | -                  | -                  | -           | -           | -           | 30     | 6      |
| ago.-nov. 2014           | Aston Villa              | PL                       | 7          | 0          | FACup+CdL       | 0+1             | 0               | -                  | -                  | -                  | -           | -           | -           | 8      | 0      |
| Totale Aston Villa       | Totale Aston Villa       | Totale Aston Villa       | 61         | 21         |                 | 11              | 4               |                    | 0                  | 0                  |             | 0           | 0           | 72     | 25     |
| nov.-dic. 2014           | Brighton                 | FLC                      | 5          | 2          | FACup+CdL       | 0+0             | 0               | -                  | -                  | -                  | -           | -           | -           | 5      | 2      |
| gen.-giu. 2015           | Derby County             | FLC                      | 15         | 10         | FACup+CdL       | 2+0             | 2+0             | -                  | -                  | -                  | -           | -           | -           | 17     | 12     |
| 2015-2016                | Derby County             | FLC                      | 21+2       | 2          | FACup+CdL       | 1+1             | 1+0             | -                  | -                  | -                  | -           | -           | -           | 25     | 3      |
| 2016-2017                | Derby County             | FLC                      | 37         | 10         | FACup+CdL       | 2+3             | 2+1             | -                  | -                  | -                  | -           | -           | -           | 42     | 13     |
| 2017-gen. 2018           | Derby County             | FLC                      | 0          | 0          | FACup+CdL       | 0+0             | 0               | -                  | -                  | -                  | -           | -           | -           | 0      | 0      |
| Totale Derby County      | Totale Derby County      | Totale Derby County      | 75         | 22         |                 | 9               | 6               |                    | 0                  | 0                  |             | 0           | 0           | 84     | 28     |
| gen.-giu. 2018           | Burton Albion            | FLC                      | 15         | 2          | FACup+CdL       | 0+0             | 0               | -                  | -                  | -                  | -           | -           | -           | 15     | 2      |
| Totale carriera          | Totale carriera          | Totale carriera          | 486        | 179        |                 | 58              | 30              |                    | 18                 | 7                  |             | 0           | 0           | 562    | 216    |

### Cronologia presenze e reti in nazionale
| Cronologia completa delle presenze e delle reti in nazionale ― Inghilterra | Cronologia completa delle presenze e delle reti in nazionale ― Inghilterra | Cronologia completa delle presenze e delle reti in nazionale ― Inghilterra | Cronologia completa delle presenze e delle reti in nazionale ― Inghilterra | Cronologia completa delle presenze e delle reti in nazionale ― Inghilterra | Cronologia completa delle presenze e delle reti in nazionale ― Inghilterra | Cronologia completa delle presenze e delle reti in nazionale ― Inghilterra | Cronologia completa delle presenze e delle reti in nazionale ― Inghilterra |
| Data                                                                       | Città                                                                      | In casa                                                                    | Risultato                                                                  | Ospiti                                                                     | Competizione                                                               | Reti                                                                       | Note                                                                       |
| -------------------------------------------------------------------------- | -------------------------------------------------------------------------- | -------------------------------------------------------------------------- | -------------------------------------------------------------------------- | -------------------------------------------------------------------------- | -------------------------------------------------------------------------- | -------------------------------------------------------------------------- | -------------------------------------------------------------------------- |
| 1-3-2006                                                                   | Liverpool                                                                  | Inghilterra                                                                | 2 – 1                                                                      | Uruguay                                                                    | Amichevole                                                                 | -                                                                          | 81’                                                                        |
| 16-8-2006                                                                  | Manchester                                                                 | Inghilterra                                                                | 4 – 0                                                                      | Grecia                                                                     | Amichevole                                                                 | -                                                                          | 78’                                                                        |
| 21-11-2007                                                                 | Londra                                                                     | Inghilterra                                                                | 2 – 3                                                                      | Croazia                                                                    | Qual. Euro 2008                                                            | -                                                                          | 80’                                                                        |
| 19-11-2008                                                                 | Berlino                                                                    | Germania                                                                   | 1 – 2                                                                      | Inghilterra                                                                | Amichevole                                                                 | -                                                                          | 46’                                                                        |
| 14-11-2009                                                                 | Doha                                                                       | Brasile                                                                    | 1 – 0                                                                      | Inghilterra                                                                | Amichevole                                                                 | -                                                                          | 54’                                                                        |
| 30-5-2010                                                                  | Graz                                                                       | Giappone                                                                   | 1 – 2                                                                      | Inghilterra                                                                | Amichevole                                                                 | -                                                                          | 46’                                                                        |
| 7-9-2010                                                                   | Basilea                                                                    | Svizzera                                                                   | 1 – 3                                                                      | Inghilterra                                                                | Qual. Euro 2012                                                            | 1                                                                          | 71’                                                                        |
| 9-2-2011                                                                   | Copenaghen                                                                 | Danimarca                                                                  | 1 – 2                                                                      | Inghilterra                                                                | Amichevole                                                                 | 1                                                                          |                                                                            |
| 26-3-2011                                                                  | Cardiff                                                                    | Galles                                                                     | 0 – 2                                                                      | Inghilterra                                                                | Qual. Euro 2012                                                            | 1                                                                          |                                                                            |
| 4-6-2011                                                                   | Londra                                                                     | Inghilterra                                                                | 2 – 2                                                                      | Svizzera                                                                   | Qual. Euro 2012                                                            | -                                                                          |                                                                            |
| 7-10-2011                                                                  | Podgorica                                                                  | Montenegro                                                                 | 2 – 2                                                                      | Inghilterra                                                                | Qual. Euro 2012                                                            | 1                                                                          | 65’                                                                        |
| 12-11-2011                                                                 | Londra                                                                     | Inghilterra                                                                | 1 – 0                                                                      | Spagna                                                                     | Amichevole                                                                 | -                                                                          | 63’                                                                        |
| 15-11-2011                                                                 | Wembley                                                                    | Inghilterra                                                                | 1 – 0                                                                      | Svezia                                                                     | Amichevole                                                                 | -                                                                          | 70’                                                                        |
| Totale                                                                     |                                                                            | Presenze                                                                   | 13                                                                         |                                                                            | Reti                                                                       | 4                                                                          |                                                                            |

## Palmarès

### Club
- Coppa di Lega inglese: 1

Tottenham: 2007-2008